# 자유민주당 정무조사회
자유민주당 정무조사회(自由民主党政務調査会)는 선거 공약과 관련된 정책과 입법을 조사·심의하는 일본 자유민주당의 기구다. 자민당이 내놓는 각종 정책과 법안을 정리하고 조율하는 역할을 한다. 정무조사회에서 정리된 방침이 내각에 전달되고 예산안에 반영되면서 실제 정책으로 연결된다.
총재와 소속 의원들이 위촉한 학식이 있는 사람들로 구성되며 당의 정책 조사 연구를 수행한다. 자민당이 채용하는 정책과 국회에 제출하는 법안은 반드시 정무조사회의 심사를 거쳐야 한다. 그렇기에 정무조사회의 심사는 반드시 만장일치로만 이루어진다.
정무조사회장과 부회장으로 구성된 정조심의회를 산하에 두고 있는데 정조심의회가 결정한 정책은 신속히 총무회에 보고된다. 총무회의 의결을 거친 정책은 강력한 구속력을 가진다.
산하에 조사회를 두고 있는데 종류로는 내각제1부회·내각제2부회·국방부회·총무부회·법무부회·외교부회·재무금융부회·문부과학부회·후생노동부회·농림부회·수산부회·경제산업부회·국토교통부회·환경부회가 있으며 그 외에도 필요에 따라 조사회·특별위원회·특명위원회를 둘 수 있다.

## 정무조사회장
정무조사회장은 공천을 비롯한 선거 대책 등 모든 실무를 관장하는 간사장·당의 운영 방침을 결정하는 총무회장과 함께 당3역으로 불리는 최고 요직이다. 근래에는 선거대책위원장을 포함해 당4역이라고도 한다. 정조회장이라는 약칭으로 널리 불린다.
임기는 1년이며 중도 사임한 경우 후임자는 잔여 임기만 재임한다. 다만 총재가 새로 선임된 경우에는 잔여 임기에 상관없이 임기가 끝난 것으로 간주한다.

### 역대 정무조사회장
| 대수 | 이름              | 재임 기간     | 파벌              | 총재              |
| ---- | ----------------- | ------------- | ----------------- | ----------------- |
| 초대 | 미즈타 미키오     | 1955년~1956년 | 오노파            | 하토야마 이치로   |
| 2대  | 쓰카다 주이치로   | 1956년~1957년 | 이시이파          | 이시바시 단잔     |
| 2대  | 쓰카다 주이치로   | 1956년~1957년 | 이시이파          | 기시 노부스케     |
| 3대  | 미키 다케오       | 1957년~1958년 | 미키·마쓰무라파   |                   |
| 4대  | 후쿠다 다케오     | 1958년~1959년 | 기시파            |                   |
| 5대  | 나카무라 우메키치 | 1959년        | 고노파            |                   |
| 6대  | 후나다 나카       | 1959년~1960년 | 오노파            |                   |
| 7대  | 시나 에쓰사부로   | 1960년        | 기시파            | 이케다 하야토     |
| 8대  | 후쿠다 다케오     | 1960년~1961년 | 기시파            | 이케다 하야토     |
| 9대  | 다나카 가쿠에이   | 1961년~1962년 | 사토파            | 이케다 하야토     |
| 10대 | 가야 오키노리     | 1962년~1963년 | 무파벌            | 이케다 하야토     |
| 11대 | 미키 다케오       | 1963년~1964년 | 미키·마쓰무라파   | 이케다 하야토     |
| 12대 | 스토 히데오       | 1964년~1965년 | 이케다파          | 이케다 하야토     |
| 12대 | 스토 히데오       | 1964년~1965년 | 이케다파          | 사토 에이사쿠     |
| 13대 | 아카기 무네노리   | 1965년~1966년 | 가와시마파        |                   |
| 14대 | 미즈타 미키오     | 1966년        | 후나다파          |                   |
| 15대 | 니시무라 나오미   | 1966년~1967년 | 사토파            |                   |
| 16대 | 오히라 마사요시   | 1967년~1968년 | 마에오파          |                   |
| 17대 | 네모토 류타로     | 1968년~1970년 | 소노다파          |                   |
| 18대 | 미즈타 미키오     | 1970년~1971년 | 무라카미파        |                   |
| 19대 | 고사카 젠타로     | 1971년~1972년 | 오히라파          |                   |
| 20대 | 사쿠라우치 요시오 | 1972년        | 나카소네파        | 다나카 가쿠에이   |
| 21대 | 구라이시 다다오   | 1972년~1973년 | 후쿠다파          | 다나카 가쿠에이   |
| 22대 | 미즈타 미키오     | 1973년~1974년 | 미즈타파          | 다나카 가쿠에이   |
| 23대 | 야마나카 사다노리 | 1974년        | 나카소네파        | 다나카 가쿠에이   |
| 24대 | 마쓰노 라이조     | 1974년~1976년 | 후쿠다파          | 미키 다케오       |
| 25대 | 사쿠라우치 요시오 | 1976년        | 나카소네파        | 미키 다케오       |
| 26대 | 고모토 도시오     | 1976년~1977년 | 미키파            | 후쿠다 다케오     |
| 27대 | 에사키 마스미     | 1977년~1978년 | 다나카파          | 후쿠다 다케오     |
| 28대 | 고모토 도시오     | 1978년~1979년 | 미키파            | 오히라 마사요시   |
| 29대 | 아베 신타로       | 1979년~1981년 | 후쿠다파          | 오히라 마사요시   |
| 29대 | 아베 신타로       | 1979년~1981년 | 후쿠다파          | 스즈키 젠코       |
| 30대 | 다나카 로쿠스케   | 1981년~1983년 | 스즈키파          |                   |
| 30대 | 다나카 로쿠스케   | 1981년~1983년 | 스즈키파          | 나카소네 야스히로 |
| 31대 | 후지오 마사유키   | 1983년~1986년 | 후쿠다파          |                   |
| 32대 | 이토 마사요시     | 1986년~1987년 | 미야자와파        |                   |
| 33대 | 와타나베 미치오   | 1987년~1989년 | 나카소네파        | 다케시타 노보루   |
| 34대 | 무라타 게이지로   | 1989년        | 아베파            | 우노 소스케       |
| 35대 | 미쓰즈카 히로시   | 1989년~1990년 | 아베파            | 가이후 도시키     |
| 36대 | 가토 무쓰키       | 1990년~1991년 | 아베파            | 가이후 도시키     |
| 37대 | 모리 요시로       | 1991년~1992년 | 미쓰즈카파        | 미야자와 기이치   |
| 38대 | 미쓰즈카 히로시   | 1992년~1993년 | 미쓰즈카파        | 미야자와 기이치   |
| 39대 | 하시모토 류타로   | 1993년~1994년 | 오부치파          | 고노 요헤이       |
| 40대 | 가토 고이치       | 1994년~1995년 | 미야자와파        | 고노 요헤이       |
| 41대 | 야마사키 다쿠     | 1995년~1998년 | 와타나베파        | 하시모토 류타로   |
| 42대 | 이케다 유키히코   | 1998년~1999년 | 가토파            | 오부치 게이조     |
| 43대 | 가메이 시즈카     | 1999년~2001년 | 무라카미·가메이파 | 오부치 게이조     |
| 43대 | 가메이 시즈카     | 1999년~2001년 | 무라카미·가메이파 | 모리 요시로       |
| 44대 | 아소 다로         | 2001년~2003년 | 고노파            | 고이즈미 준이치로 |
| 45대 | 누카가 후쿠시로   | 2003년~2004년 | 하시모토파        | 고이즈미 준이치로 |
| 46대 | 요사노 가오루     | 2004년~2005년 | 무파벌            | 고이즈미 준이치로 |
| 47대 | 나카가와 히데나오 | 2005년~2006년 | 모리파            | 고이즈미 준이치로 |
| 48대 | 나카가와 쇼이치   | 2006년~2007년 | 이부키파          | 아베 신조         |
| 49대 | 이시하라 노부테루 | 2007년        | 무파벌            | 아베 신조         |
| 50대 | 다니가키 사다카즈 | 2007년~2008년 | 다니가키파        | 후쿠다 야스오     |
| 51대 | 호리 고스케       | 2008년~2009년 | 무파벌            | 후쿠다 야스오     |
| 51대 | 호리 고스케       | 2008년~2009년 | 무파벌            | 아소 다로         |
| 52대 | 이시바 시게루     | 2009년~2011년 | 누카가파          | 다니가키 사다카즈 |
| 53대 | 모테기 도시미쓰   | 2011년~2012년 | 누카가파          | 다니가키 사다카즈 |
| 54대 | 아마리 아키라     | 2012년        | 야마사키파        | 아베 신조         |
| 55대 | 다카이치 사나에   | 2012년~2014년 | 무파벌            | 아베 신조         |
| 56대 | 이나다 도모미     | 2014년~2016년 | 호소다파          | 아베 신조         |
| 57대 | 모테기 도시미쓰   | 2016년~2017년 | 누카가파          | 아베 신조         |
| 58대 | 기시다 후미오     | 2017년~2020년 | 기시다파          | 아베 신조         |
| 59대 | 시모무라 하쿠분   | 2020년~2021년 | 호소다파          | 스가 요시히데     |
| 60대 | 다카이치 사나에   | 2021년~2022년 | 무파벌            | 기시다 후미오     |
| 61대 | 하기우다 고이치   | 2022년~2023년 | 아베파            | 기시다 후미오     |
| 62대 | 도카이 기사부로   | 2023년~2024녀 | 무파벌            | 기시다 후미오     |
| 63대 | 오노데라 이쓰노리 | 2024년~       | 무파벌            | 이시바 시게루     |